# Este (rzeka)
Este – rzeka w Niemczech o długości ok. 45 km, mały lewy dopływ Łaby w dolnym jej biegu na północy kraju związkowego Dolna Saksonia.

## Przebieg
Źródła Este znajdują się w okolicy Schneverdingen w północnej części Pustaci Lüneburskiej i stąd płynie na północ w kierunku Hamburga. Przed ujściem płynie jeszcze przez pagórkowaty teren Harburger Berge na południowym zachodzie od Hamburga. 
Wpływa do Łaby w okolicy dzielnicy Hamburga Cranz.

## Miejscowości nad Este
Nad Este leżą Schneverdingen, Kakenstorf, Hollenstedt, Moisburg, Buxtehude i Hamburg.